# Oncidium orthostatoides
Oncidium orthostatoides är en orkidéart som beskrevs av David Edward Bennett och Eric Alston Christenson. Oncidium orthostatoides ingår i släktet Oncidium och familjen orkidéer. Inga underarter finns listade i Catalogue of Life.